# Beaucamps-le-Vieux
Beaucamps-le-Vieux là một xã ở tỉnh Somme, vùng Hauts-de-France, Pháp.

## Địa lý
Thị trấn này tọa lạc tại giao lộ của các đường D96, D496 và đường D211, 3 dặm Anh so với bờ sông Bresle, ranh giới của tỉnh Somme và tỉnh Seine-Maritime.

## Dân số
| 1962                                                         | 1968 | 1975 | 1982 | 1990 | 1999 |
| ------------------------------------------------------------ | ---- | ---- | ---- | ---- | ---- |
| 1336                                                         | 1449 | 1457 | 1443 | 1404 | 1385 |
| Số liệu điều tra dân số từ năm 1962, dân số không tính trùng |      |      |      |      |      |